# 왕신 (전한)
왕신(王信, ? ~ ?)은 전한 중기의 외척으로, 자는 장군(長君)이며 우내사 괴리현(槐里縣) 사람이다. 효경황후의 오라비이다.

## 행적
경제 중5년(기원전 145년), 외척으로서 갑후(蓋侯)에 봉해졌다.
시호를 정(靖)이라 하였고, 아들 왕충이 작위를 이었다.
갑후의 계보는 사기와 한서의 기록이 상이한데, 사기에 따르면 왕신의 뒤를 이어 왕언(王偃)이 원수 3년(기원전 120년)에 갑후에 봉해졌고, 원정 5년(기원전 112년)에 주금을 어겨 작위를 빼앗겼다. 한편 한서에서는 왕충이 왕신의 뒤를 이었고, 그 다음에 왕수가 뒤를 이었다가 사기의 왕언과 동일한 사유로 작위를 빼앗겼다고 한다. 또 한서에서는 왕신이 갑정후 25년에 죽었다고 하는데, 이러할 경우 원광 3년(기원전 132년)에 왕충이 뒤를 이었다는 기록과 전혀 맞지 않으며, 도리어 사기의 왕언이 뒤를 이은 시기와 맞물리게 된다. 단순히 왕충의 습작 시기가 잘못 기록된 것일 수 있으나, 전말은 알 수 없다. 

## 출전
- 사마천, 《사기》 권18 고조공신후자연표
- 반고, 《한서》 권18 외척은택후표

| 선대 (첫 봉건) | 전한의 갑후 기원전 145년 5월 갑술일 ~ ? | 후대 아들 갑경후 왕충 |